# 7164 Babadzhanov
7164 Babadzhanov este un asteroid din centura principală de asteroizi.

## Descriere
7164 Babadzhanov este un asteroid din centura principală de asteroizi. A fost descoperit pe 6 martie 1984 la Stația Anderson Mesa de Edward L. G. Bowell. El prezintă o orbită caracterizată de o semiaxă mare de 2,40 ua, o excentricitate de 0,16 și o înclinație de 4,2° în raport cu ecliptica.